# عمار ابو عليقة
عمار أبو عليقة (و. 1985  م) هو لاعب كرة قدم، من الأردن، ولد في إربد، مركز لعبه هو مُدَافِع.

## روابط خارجية
- عمار ابو عليقة على موقع ناشيونال فوتبول تيمز (الإنجليزية)
- عمار ابو عليقة على موقع كووورة